# VM Motori
VM Motori S. p. A. je společnost vyrábějící vznětové motory v italském městě Cento, které je srdcem italské oblasti Emilia-Romagna. Tato oblast je také domovem Ferrari, Lamborghini, Maserati a Ducati.

## Výrobky
Motory jsou montované do vozů Iveco (např. model Massif s motorem 3.0 HPI), v koncernu Daimler-Chrysler (motor 2.8 CRD ve vozech značek Jeep, Chrysler a Dodge) nebo v koncernu GM (např. vozy Chevrolet Captiva nebo Chevrolet Cruze s motorem 2.0 VCDi)